# 기능유사체
화학과 약리학에서 기능유사체(functional analogs)는 물리적, 화학적, 생물학적, 약리학적 성상 등이 서로 유사한 화합물을 일컫는다. 약리학적 기능유사체의 예로는 모르핀, 헤로인, 펜타닐이 있다. 이들은 작용 기전이 동일하지만, 펜타닐은 다른 둘과 구조가 크게 달라 투여 용량 역시 차이가 크다.

모르핀
헤로인
펜타닐